# Agatis mocny
Agatis mocny, soplica mocna (Agathis robusta) – gatunek drzewa z rodziny araukariowatych występujący w Australii, gdzie rośnie w południowej części stanu Queensland oraz na Wielkiej Wyspie Piaszczystej.

## Morfologia

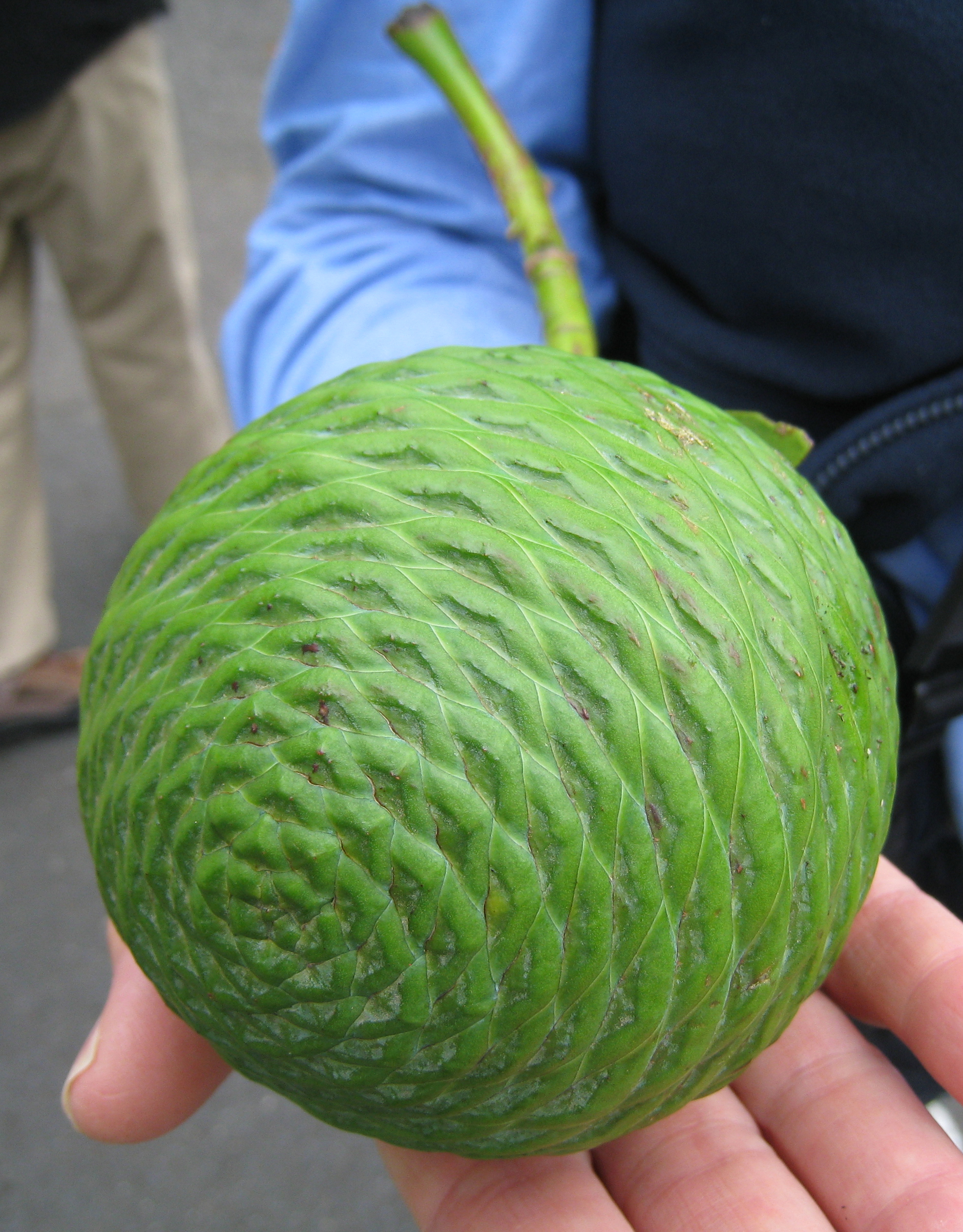
Szyszka agatisa mocnego
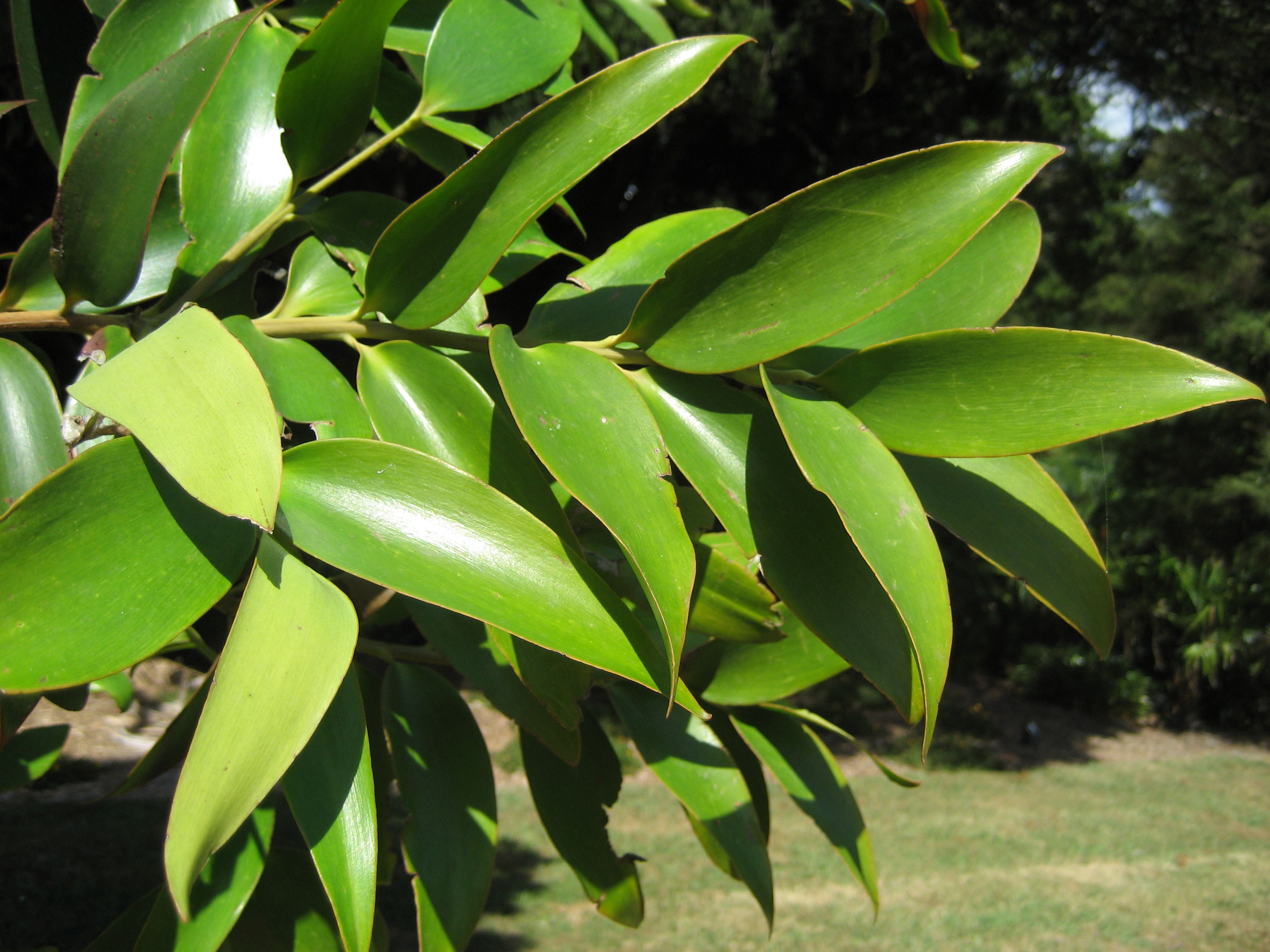
Liście agatisa mocnego
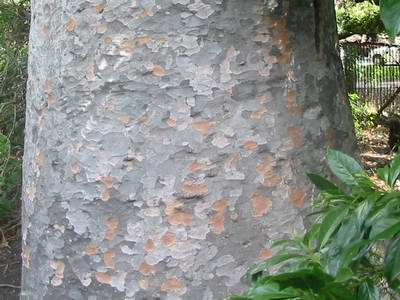
Pień agatisa mocnego

PokrójDrzewo osiągające zwykle 30 m, rzadziej do 50 m wysokości z długim, prostym i nierozgałęzionym pniem, zakończone gęstą koroną. Kora jest gładka, brązowa, pokryta niewielkimi, kolistymi łuskami.
LiścieMłode liście są owalne, czerwono nabiegłe. Z wiekiem wydłużają się, stają się lancetowate do eliptycznych, z wierzchu ciemnozielone, od spodu jaśniejsze. Osiągają od 5 do 15 cm długości i 2 do 5 cm szerokości i osadzone są na szeroko spłaszczonym ogonku. Koniec liścia jest zaostrzony. Blaszka liściowa jest skórzasta, na brzegu zgrubiała i podwinięta.
KwiatyMęskie skupione w gęsty, walcowaty strobil (szyszkę) o długości 5–10 cm i szerokości do 1 cm. Cechą charakterystyczną gatunku jest duża liczba łusek wynosząca 600-1300. Również szyszka żeńska zawiera wyjątkowo dużo, gęsto upakowanych łusek, bo jest ich 340-440. Żeńskie szyszki dojrzewają przez dwa lata, są walcowate do kulistych o średnicy do 10 cm.
NasionaSpłaszczone, owalne, o długości 1,3 cm. Zaopatrzone są w jedno skrzydełko o długości 2,5 cm i drugie wyraźnie mniejsze.